# RCA Championships 2006
L'Indianapolis Tennis Championships 2006 è stato un torneo di tennis giocato sul cemento.
È stata la 19ª edizione dell'Indianapolis Tennis Championships (conosciuto quest'anno anche come RCA Championships per motivi di sponsorizzazione), che fa parte della categoria International Series nell'ambito dell'ATP Tour 2006. Si è giocato all'Indianapolis Tennis Center di Indianapolis negli Stati Uniti, dal 17 al 24 luglio 2006.

## Campioni

### Singolare
James Blake ha battuto in finale  Andy Roddick con il punteggio di 4–6, 6–4, 7–6(5)

### Doppio
Bobby Reynolds /  Andy Roddick hanno battuto in finale  Paul Goldstein /  Jim Thomas con il punteggio di 6–4, 6–4